# LXXXXI. Armeekorps (Wehrmacht)
Il LXXXXI. Armeekorps (91° Corpo d'armata) fu un corpo d'armata dell'esercito tedesco attivo durante la seconda guerra mondiale che venne creato nell'agosto 1944 e schierato nei Balcani, dove cadde nel maggio 1945.

## Storia
Il LXXXXI. Armeekorps fu istituito il 20 agosto 1944, il comando generale era di stanza a Salonicco e guidava varie unità che avevano compiti di sicurezza. Nella zona sottoposta al corpo ci furono ripetuti e pesanti scontri contro i partigiani e dopo l'8 settembre contro unità bulgare. L'evacuazione del corpo verso nord iniziò il 6 ottobre 1944 da Larissa ed 21 ottobre assunse il comando delle truppe della LXVIII. Armeekorps. La ritirata verso nord continuò attraverso Volos, Katerini, Kilkis, Veles, Bitolj ed all'inizio di novembre assunse il comando della sezione tra Pristina e Novi Pazar. A nord di Podujevo, le unità bulgare lanciarono un altro attacco in direzione di Mitrovica ed le attività partigiane si intensificarono a Prijepolje. Un contrattacco tedesco dalla zona a sud di Podujevo respinse i bulgari a Glavnica e durante tutto il mese di novembre le unità bulgare continuarono ad attaccare senza successo. Il corpo d'armata ha continuato il suo movimento di ritirata verso nord, combattendo contro i bulgari che il 23 novembre riuscirono a conquistare Mitrovica. Il corpo d'armata si ritirò ulteriormente passando per Novipazar e Prijepolje, dove integrò le unita della 22. Infanterie-Division che combatté nei mesi successivi a Plevlja, Ljubovija, Bijelopolje e Mojkovac, permettendo al corpo d'armata di ritirarsi verso la Croazia. Il 4 gennaio 1945 la 297. Infanterie-Division raggiunse una posizione di blocco a nord di Bijelo Polje ed i resti della 181. Infanterie-Division furono abbandonati sotto la forte pressione delle unità partigiane. Il corpo d'armata si ritirò ulteriormente per Sarajevo e Dakovo, schierandosi tra il Danubio e la Drava. Dal 6 febbraio 1945, la 297. Infanterie-Division e la 7. SS-Gebirgs-Division lanciarono un'operazione contro le unità partigiane a ovest e a nord di Nasice; circa 700 partigiani furono uccisi, 199 furono fatti prigionieri e 27 disertarono, inoltre, 10 cannoni e 93 mitragliatrici furono catturati o distrutti. Nel mentre le forze bulgare attraversarono la Drava a Osijek, ma furono respinte. Il corpo d'armata mantenne la posizione tra il Danubio e la Drava fino alla fine di aprile, ma ad inizio maggio 1945 il corpo d'armata cadde insieme all'Heeresgruppe E.

## Ordine di battaglia
LXXXXI. Armeekorps 31 agosto 1944
- Festungs-Brigade 963

LXXXXI. Armeekorps 5 novembre 1944
- Festungs-Brigade 968
- Festungs-Infanterie-Regiment 939

LXXXXI. Armeekorps 26 novembre 1944
- 41. Festungs-Division
  - Festungs-Brigade 963
  - Festungs-Brigade 966
  - Festungs-Brigade 967
  - Festungs-Brigade 969

- 22. Infanterie-Division

LXXXXI. Armeekorps 31 dicembre 1944
- 369. Infanterie-Division (kroat.)
- 41. Festungs-Division
- 22. Infanterie-Division
- 297. Infanterie-Division
- 181. Infanterie-Division

LXXXXI. Armeekorps 19 febbraio 1945
- 297. Infanterie-Division
- Festungs-Brigade 967
- 104. Jäger-Division
- 7. SS-Freiwilligen-Gebirgs-Division "Prinz Eugen"
- 11. Luftawaffen-Feld-Division
- Division z.b.V. Fischer

LXXXXI. Armeekorps 1º marzo 1945
- Festungs-Brigade 967
- 104. Jäger-Division
- 11. Luftawaffen-Feld-Division
- 297. Infanterie-Division
- Division z.b.V. Fischer

LXXXXI. Armeekorps 31 marzo 1945
- Festungs-Brigade 967
- Division z.b.V. Fischer
- 11. Luftawaffen-Feld-Division
- 1. Kosaken-Kavallerie-Division

LXXXXI. Armeekorps 12 aprile 1945
- Festungs-Brigade 967
- 11. Luftawaffen-Feld-Division

LXXXXI. Armeekorps 30 aprile 1945
- 104. Jäger-Division
- Jäger-Regiment 20

LXXXXI. Armeekorps 7 maggio 1945
- 104. Jäger-Division
- 13. kroatische Division
- 4. kroatische Division

## Comandanti
- Generalleutnant Ulrich Kleemann (18 settembre 1944 - 9 ottobre 1944)
- General der Infanterie Werner von Erdmannsdorff (9 ottobre 1944 - maggio 1945)[1]